# Tony Hawk − wielka rozwałka
Tony Hawk − wielka rozwałka (ang. Tony Hawk in Boom Boom Sabotage) – amerykański film animowany z 2006 roku, opowiadający o przygodach skaterów. Film emitowany był na kanale ZigZap.

## Fabuła
Miasto Lincolnville było niegdyś miejscem gdzie cyrk Larry Grimley i John Dullard czynny był cały rok. Burmistrz Dullard idąc z biegiem czasu postanawia przekształcić miasto w skatepark. Były właściciel cyrku Larry Grimley chcąc się zemścić pragnie odberać temu widowisku klientów deskorolkowców postanawia porwać jego największą gwiazdę: Tony’ego Hawka. Teraz grupa skaterów może być jego jedyną nadzieją.

## Obsada
- Noel Callahan − Sage
- Michael Dobson −
  - Larry Grimley,
  - Worker,
  - Homey Clown
- Michael Donovan − 	
  - TV Narrator,
  - Commercial VO
- Aidan Drummond − Jesse
- Brian Drummond −
  - Hamshank,
  - Chopper Chuck,
  - DJ,
  - Mimic
- Mackenzie Grey − 	
  - Marshall,
  - Boris,
  - Stilt Walker,
  - Floor Worker
- Tony Hawk − Himself
- Scott Hyland − 	
  - Frank,
  - Carnie
- David Kaye − Kud
- Colin Murdock − 	
  - John Dullard,
  - Carnie
- Brenna O’Brien − Jesse
- Nicole Oliver − 	
  - Reporter,
  - Buzzie Bee
- David Orth − 	
  - Todd,
  - Carnie
- Carter West − Switch Mitch
- Chiara Zanni − Kit

## Wersja polska
Wersja polska: na zlecenie ZigZapa – Studio Publishing

Reżyseria: Tomasz Grochoczyński

Dialogi: Berenika Wyrobek

Dźwięk i montaż: Jacek Kacperek

Kierownictwo produkcji: Aneta Staniszewska

Udział wzięli:
- Mieczysław Morański – Larry Grimley
- Robert Tondera – Tony Hawk
- Andrzej Hausner – Kud
- Iwona Rulewicz –
  - Kit,
  - Reporterka
- Adam Bauman – Frank
- Cezary Kwieciński – Switch Mitch
- Paweł Szczesny –
  - John Dullard,
  - Todd
- Krzysztof Zakrzewski – Hamshank
- Jarosław Domin –
  - Jesse,
  - Chopper Chuck
- Janusz Wituch – Sage
- Piotr Kaźmierczak – Dj
- Tomasz Grochoczyński – Marshall

i inni